# Румяна Попова
Румяна Попова е българска народна певица. Изпълнява еднакво добре автентични народни песни от всички фолклорни области, както и авторски композиции на фолклорна основа.
По техниката си на пеене Румяна Попова се отличава от всички познати български изпълнители на македонски песни. Песните ѝ са изпети с автентиката на Вардарска Македония. Нейната вокална техника е по-различна от тази на певиците от Пиринска Македония. Така изпълненията на Румяна Попова заприличват по нещо на старата градска песен. Впрочем във Вардарска Македония, откъдето са песните ѝ, те не се наричат народни, а староградски.
Румяна Попова винаги е настоявала, че трябва да се пишат нови авторски македонски песни, за да се запазят живи традициите.
За нея специалистите казват: „Има теми, които винаги ще вълнуват умовете ни. Има песни, които винаги ще се слушат. Има певци, които винаги ще докосват сърцата ни. Есенция на всичко това е Румяна Попова – сладкодумният разказвач за македонските неволи и радости.“

## Биография
Завършва с отличие Средното музикално училище в с. Широка лъка, специалност „Народно пеене“, за което е много благодарна на вокалната си педагожка Стефка Кушлева. Завършва ЮЗУ „Неофит Рилски“, Благоевград, специалност „Музикална педагогика“.
Има дъщеря Кристина.
Последователно работи като певица в ДАНПТ „Пирин“ – Благоевград и като солистка в оркестъра при РТЦ – Благоевград. Дълги години работи като преподавател по народно пеене в Национална хуманитарна гимназия „Св. св. Кирил и Методий“, гр. Благоевград. Зад гърба си има школовката на три години работа в Швейцария (Цюрих, Базел, Берн) като солистка на оркестри. През 1999 г. реализира концертно турне в САЩ (Джорджия – Алабама) сред балканската общност там. През 2004 г. на ХІІ международен фестивал за авторска македонска музика „Пирин фолк“ – Сандански (където певицата има множество участия), Румяна Попова бива отличена с три награди – на телевизионните зрители, на генералния спонсор „Винпром-Карнобат“ и с връчваната за първи път награда на Министерството на културата. През 2006 изнася самостоятелен рецитал на същия международен форум, а през 2007 открива и закрива фестивала с изпълнение на химна на престижния форум „Добре дошли в Сандански, приятели“ по аранжимент на Александър Попов.
Талантът ѝ е оценен и извън границите на България – печели награди на престижни форуми в Северна Македония – „Охрид фест – Охридски трубадури“, „Рост фест“ и „Прилеп фест“.
От 13 ноември 2005 г. песните от музикалния ѝ албум „Песен моя, македонска“ са във фонда на Калифорнийския университет.
През 2013 г. Румяна Попова и българската джаз звезда Васил Петров изпяват в дует интерпретация на популярната песен „Лудо младо“ на композитора Атанас Бояджиев и текстописеца Богомил Гудев.

## Дискография

### Студийни албуми
- „Магия от Македония“ (2002)
- „Наздравици от Македония“ (2003)
- „Песен моя, македонска“ (2005)
- „За тебе, майко“ (2006)
- „Песни като старо злато“ (2009)
- „Багрите на България“ (2015)
- „Любов голема“ (2019)

### Компилации
- „Хитове“
- „Македонски хитове I“ (2008)
- „Колекция“ (2013)

## Музикални изяви

### Участия в концерти
- „Пирин фолк“ 2002 – изп. „Българска хубост“
- „Пирин фолк“ 2003 – изп. „Самота“
- „Пирин фолк“ 2005 – изп. „Тихо свири, виолино“ и „Параходот ми пристига“